# Joseph Paul Cretzer
 (mai 2022).
La mise en forme du texte ne suit pas les recommandations de Wikipédia : il faut le « wikifier ».
Les points d'amélioration suivants sont les cas les plus fréquents. Le détail des points à revoir est peut-être précisé sur la page de discussion.
- Les titres sont pré-formatés par le logiciel. Ils ne sont ni en capitales, ni en gras.
- Le texte ne doit pas être écrit en capitales (les noms de famille non plus), ni en gras, ni en italique, ni en « petit »…
- Le gras n'est utilisé que pour surligner le titre de l'article dans l'introduction, une seule fois.
- L'italique est rarement utilisé : mots en langue étrangère, titres d'œuvres, noms de bateaux, etc.
- Les citations ne sont pas en italique mais en corps de texte normal. Elles sont entourées par des guillemets français : « et ».
- Les listes à puces sont à éviter, des paragraphes rédigés étant largement préférés. Les tableaux sont à réserver à la présentation de données structurées (résultats, etc.).
- Les appels de note de bas de page (petits chiffres en exposant, introduits par l'outil «  Source ») sont à placer entre la fin de phrase et le point final[comme ça].
- Les liens internes (vers d'autres articles de Wikipédia) sont à choisir avec parcimonie. Créez des liens vers des articles approfondissant le sujet. Les termes génériques sans rapport avec le sujet sont à éviter, ainsi que les répétitions de liens vers un même terme.
- Les liens externes sont à placer uniquement dans une section « Liens externes », à la fin de l'article. Ces liens sont à choisir avec parcimonie suivant les règles définies. Si un lien sert de source à l'article, son insertion dans le texte est à faire par les notes de bas de page.
- La présentation des références doit suivre les conventions bibliographiques. Il est recommandé d'utiliser les modèles {{Ouvrage}}, {{Chapitre}}, {{Article}}, {{Lien web}} et/ou {{Bibliographie}}. Le mode d'édition visuel peut mettre en forme automatiquement les références.
- Insérer une infobox (cadre d'informations à droite) n'est pas obligatoire pour parachever la mise en page.

Pour une aide détaillée, merci de consulter Aide:Wikification.
Si vous pensez que ces points ont été résolus, vous pouvez retirer ce bandeau et améliorer la mise en forme d'un autre article.
Joseph Paul Cretzer, né le 17 avril 1911 à Minneapolis et décédé le 4 mai 1946 sur l'île d'Alcatraz, est un braqueur de banques américain connu pour avoir participé à deux tentatives d'évasion du pénitencier fédéral d'Alcatraz, dont celle appelée la « bataille d'Alcatraz », au cours de laquelle il perdit la vie.

## Biographie

### Carrière criminelle
Joseph Paul Cretzer est condamné et incarcéré à de nombreuses reprises entre 1927 et 1936 pour des braquages de banques. Il avait pour épouse Edna May Kyle la sœur de son principal complice, Arnold Kyle. Le 25 janvier 1936, Edna May Kyle est arrêtée car elle détenait une maison close à Pittsburgh en Californie. Alors qu'elle est incarcérée, son époux décide de prendre la fuite. Durant cette cavale Cretzer et Kyle  décident de former avec d'autres criminels un gang appelé le gang Kyle-Cretzer pour pouvoir braquer des banques le long de la côte ouest des États-Unis. En raison de son intense activité criminelle , Cretzer a été désigné "ennemi public" numéro 4 par le FBI .
Le 27 août 1936, Cretzer est arrêté par le FBI à Chicago et sera condamné avec Kyle à 25 ans d'emprisonnement pour leurs braquages de banques.
En avril 1940, les deux complices tentent sans succès de détourner un des camions du pénitencier de l'île McNeil pour s'en évader et sont inculpés pour tentative d'évasion . Alors qu'ils étaient enfermés dans une cellule de la salle d'audience, ils ont une nouvelle fois tenté de s'évader en essayant d'arracher son révolver à l'US Marshal Artis James Chitty, ce qui entraîna une lutte à mort entre les trois hommes. Kyle et Cretzer sont rapidement maîtrisés par les gardiens mais Chitty meurt quelques minutes après de ses blessures. 
En avril 1940 Ils ont pour leur tentative d'évasion été condamnés à cinq années de prison supplémentaires.

### Incarcération à Alcatraz et première tentative d'évasion
Kyle et Cretzer furent tous les deux encore jugés plus tard pour le meurtre de Chitty et condamnés à la prison à perpétuité . Ils furent envoyés purger leurs peines à Alcatraz en août 1940.
Le 21 mai 1941, avec l'aide de deux co-détenus (Sam Shockley et Lloyd Barkdoll), les deux hommes tentent de s'évader du bâtiment des ateliers de la prison en prenant en otages des gardiens et en essayant se scier les barreaux des fenêtres. Néanmoins, les barreaux étant conçus pour résister au sciage, leur tentative échoue et ils sont recapturés. Cretzer est par la suite condamné à passer cinq ans dans le bloc D de la prison d'Alcatraz, réservé aux détenus les plus dangereux et où ils sont isolés sans aucun contact avec les autres détenus et sans pouvoir participer aux activités organisées par la pénitencier.

### Seconde tentative d'évasion et décès
Le 2 mai 1946 au cours des évènements que l'on appellera plus tard la "bataille d'Alcatraz", un groupe de détenus dirigé par Bernard Coy parviennent à voler des armes de l'armurerie ainsi que les clefs de la prison mais également à retenir plusieurs gardiens en otages. Alors que ce groupe a pris le contrôle du pénitencier, Coy libère Cretzer et le fait entrer dans le groupe. Les détenus résistent durant deux jours, jusqu'à l'intervention des forces militaires le 4 mai .
Au cours de cet affrontement, Cretzer tua avec un pistolet une grande partie des gardiens du pénitencier gardés en otage. Lorsque, les militaires parviennent à reprendre le contrôle de la prison, ils retrouvèrent le corps de Cretzer gisant dans le couloir de service, sans que l'on ne puisse établir s'il avait été tué par balle ou s'il s'était suicidé.
Le corps de Cretzer est ensuite enterré au Cypress Lawn Memorial Park, un cimetière situé à Californie, où reposent également de nombreuses autres personnalités historiques de San Francisco.

## Postérité
Le rôle de Joseph Paul Cretzer a été interprété dans deux films consacrés à la bataille d'Alcatraz : une première fois en 1980 par Telly Savalas pour "Alcatraz — The Whole Shocking Story" et une seconde fois en 1987 par Howard Hesseman pour "Six Against the Rock".